# Zostérops jaune
Zosterops senegalensis
Espèce
Statut de conservation UICN

 LC  : Préoccupation mineure
Le Zostérops jaune (Zosterops senegalensis) ou Zostérops du Sénégal, est une espèce de passereau de la famille des Zosteropidae.
Son aire s'étend à travers l'Afrique subsaharienne.

## Sous-espèces
D'après Alan P. Peterson, il existe 14 sous-espèces :
* Zosterops senegalensis anderssoni  Shelley, 1892 ;
- Zosterops senegalensis toroensis  Reichenow, 1904.